# Maria zu lieben, ist allzeit mein Sinn

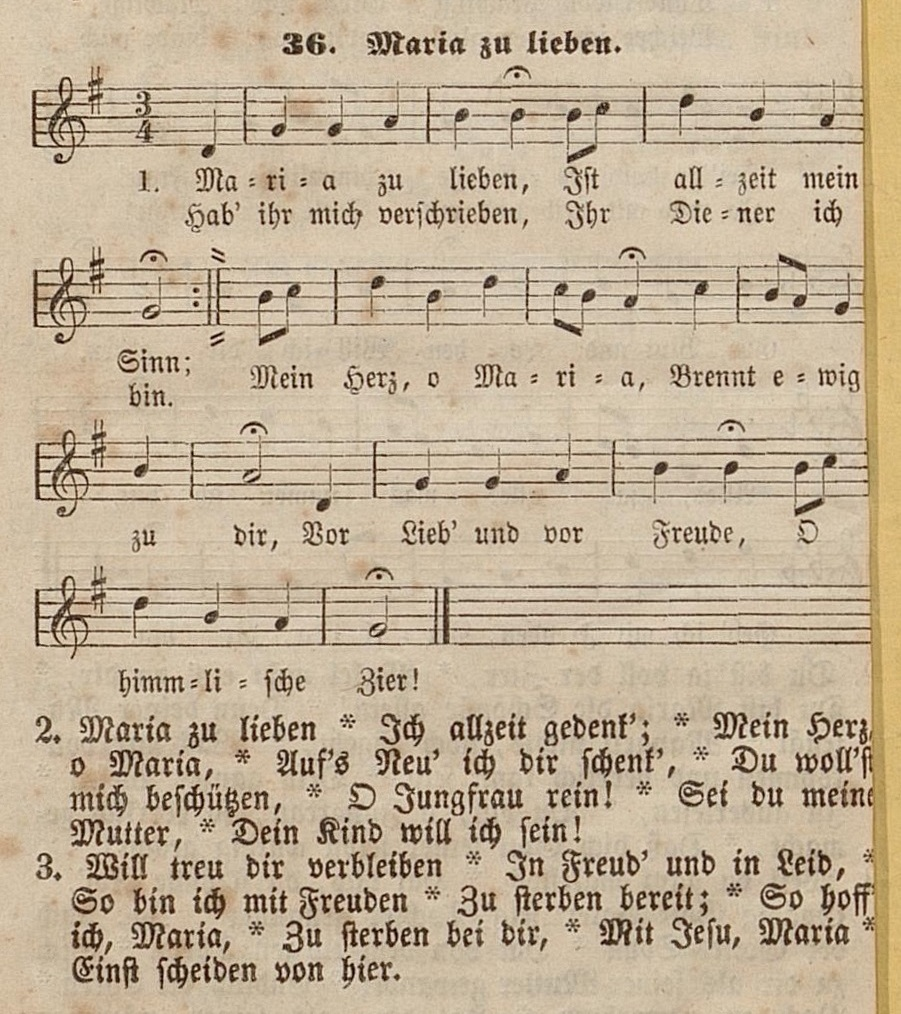
Maria zu lieben, Münster 1856

Maria zu lieben, ist allzeit mein Sinn ist ein geistliches Lied, das seit dem ersten Drittel des 18. Jahrhunderts überliefert ist. Noch vor wenigen Generationen galt es als bekanntestes Marienlied überhaupt. Im katholischen Einheitsgesangbuch Gotteslob steht es in einer modernen Textfassung Maria, dich lieben ist allzeit mein Sinn unter der Nummer GL 521 (GLalt 594).

## Inhalt und Form
Die älteren Textfassungen geben in erotisch aufgeladener Sprache die geistliche Liebe des lyrischen Ichs zur Gottesmutter Maria wieder. Das Lied könnte als geistliche Kontrafaktur eines weltlichen Liebesliedes entstanden sein. Ursprünglich handelte es sich sicher um ein Wallfahrtslied, konkreter um ein Abschiedslied vom Gnadenort, das beschreibt, welch inniges Verhältnis zwischen dem Pilger und Maria entstanden ist.
Im katholischen Gotteslob ist seit 1975 eine komplett neue, inhaltlich abweichende Textfassung abgedruckt, die mit den älteren Vorlagen nur noch den ersten Vers gemeinsam hat (siehe Neufassung für das Gotteslob).
Das Lied besitzt eine einfache Strophenform aus vier dreihebigen daktylischen Versen je Strophe, wobei die Melodie des 1., 2. und 4. Verses identisch verläuft (a–a–b–a).

## Frühe Belege in Liedflugschriften
Das Lied ist in mehreren Liedflugschriften aus dem ersten Drittel des 18. Jahrhunderts überliefert, die zumeist nicht datiert sind. Der früheste datierte Druck – der sicher nicht den „Urtext“ repräsentiert – wurde 1727 von dem Drucker Samuel Müller in Wiener Neustadt verlegt. Der Strophenbestand dieser Fassung entspricht weitgehend den anderen Drucken aus dieser Zeit, mit Ausnahme der poetisch deutlich schwächeren siebten Strophe, die auf die Wallfahrt von Mariazell verweist. Ihr Fehlen in anderen Flugschriften deutet darauf hin, dass es sich entweder um eine lokale Zudichtung eines minderwertigen Poeten handelt, oder sie aber aus Qualitätsgründen von anderen Druckern ausselektiert wurde. In dem Flugblatt ist keine Melodie abgedruckt, und der Melodiehinweis „Im Thon: Wach auf mein Seel/ cc.“ konnte bislang nicht aufgelöst werden.
Liedflugschrift Wiener Neustadt 1727

Mariam zu lieben ist allzeit mein Sinn/

ich hab mich verschrieben ihr Diener ich bin/

mein Hertz O Maria brennt ewig zu dir/

für Lieb und für Freuden/ O himmlische Zier.

Thu mich in Schutz nehmen/ Maria ich bitt/

dein will ich verbleiben/ verlaß mich nur nit/

du bist meine Mutter/ dein Kind ich will seyn/

in Leben und Sterben/ dir eintzig allein.

Ach hätt ich der Hertzen schon tausend im Leib/

Maria zu liebe ichs ewig verschreib/

ach hätt ich der Seelen noch tausendmahl mehr/

Maria befehlen wolt ich sie je mehr.

Mein Hertz O Maria will ich dir thun schencken/

im Leyden und Sterben thu meiner gedencken/

mein Freund und Verwandten/ mein Seel und mein Leib/

Ich Dir O Maria auf ewig verschreib.

So offt mein Puls schläget/ so ruf ich Maria/

so offt mein Hertz klopffet/ so sing ich Maria/

viel tausendmal seufftz ich zu JEsu Maria/

im Leben und Sterben hilff mir O Maria.

Hilff mir, O Maria verlaß mich doch nit/

erhör mich Maria/ versag mir kein Bitt/

ich lieb dich Maria/ und lebe content/

dich und dein Sohn Jesum lieb ich bis ans End.

Ach könnt ich nun sterben Maria bey dir/

und deinen Sohn JEsu zu Maria=Zell hier/

vor Freuden/ und weyne viel bittere Thrän/

wer weiß/ thu ich Maria=Zell noch einmahl mehr sehn.

Nun scheyd ich Maria mit Weynen von dir/

bitt schenck O Maria dein JEsulein mir/

ertheil mir dein Seegen und schenck mir dein Gnad/

daß ich dir kann dienen allzeit bis ins Grab.

Nun hör ich zum Abschied die Glöcklein schon klingen/

für Trauren und Leyden kann ich nicht mehr singen/

drum scheid ich mit Schmerzen und weyne vor dir/

gute Nacht O Maria bleib ewig bey mir.
(Fehlende oder fehlerhafte Textstellen der Flugschrift, die aus anderen Quellen ergänzt wurden, sind kursiv wiedergegeben.)

## Liederbücher ab dem 18. Jahrhundert
Der Düsseldorfer Gymnasiallehrer Peter Stein nahm das Lied 1853 in seine Sammlung Lieder und Gesänge für katholische Gesellenvereine auf. Diese Fassung erschien wenige Jahre später auch in einem Liederbuch für katholische Elementarschulen.
1853

Maria zu lieben, ist allzeit mein Sinn,

ich hab mich verschrieben, ihr Diener ich bin.

Mein Herz, o Maria, brennt ewig zu dir

vor Liebe und Freude, du himmlische Zier!

Maria zu lieben, ich allzeit gedenk’,

mein Herz, o Maria, aufs Neu’ ich dir schenk’;

o sei du mein Schirm, o Maria, so rein,

o sei meine Mutter, dein Kind will ich sein.

Maria zu lieben mit Herz und mit Mund,

das ist mein Bestreben all Tag’ und all’ Stund’;

o hilf mir ausmerzen jed’ Makel und Sünd’;

dass du mich von Herzen kannst nennen dein Kind.

Maria zu lieben, ist allzeit mein’ Lust! –

Hätt’ tausend der Herzen ich in meiner Brust,

sie schlügen all’ tausend in freudigem Chor

zu dir, o Maria, o Mutter, empor!

Maria zu lieben, das ist mein Begehr,

ihr Treue zu üben, mein’ Freud’ und mein’ Ehr’,

ihr’ Huld zu erwerben, den schönsten Gewinn

im Leben und Sterben, ist allzeit mein Sinn!

## Textliche Eingriffe der Hymnologen
Heinrich Bone (1847) schuf eine eigene Textfassung, die durch eine Konzentration auf fünf Strophen und gezielte Hinführungen eine konzise Form erhielt. Joseph Hermann Mohr (1891) veröffentlichte einen überarbeiteten Text mit eigener Melodie. Zusammen mit der gebräuchlicheren Melodie fand dieser Text Eingang in die Einheitslieder von 1916.
 Heinrich Bone 1847

Maria zu lieben, ist allzeit mein Sinn,

In Freuden und Leiden ihr Diener ich bin.

Mein Herz, o Maria, brennt ewig zu dir,

In Liebe und Freude, o himmlische Zier.

Maria, du milde, du süße Jungfrau,

Nimm auf meine Liebe, so wie ich vertrau;

Du bist ja die Mutter; dein Kind will ich sein,

Im Leben und Sterben dir einzig allein.

Ach hätt ich der Herzen nur tausendmal mehr!

Dir tausend zu geben, das ist mein Begehr;

Nimm Freund’ und Verwandte mit Leib und mit Seel’,

Nimm, was ich nur liebe, in deinen Befehl!

Sooft mein Herz klopfet, befehl’ ich mich dir;

Sooft ich nur atme, verbind ich dich mir.

Dich lieb’ ich auf ewig, dich lieb’ ich allzeit,

So bin ich mit Freuden zu sterben bereit.

O Mutter, nun segne den ewigen Bund!

Dein Name versiegle mein Herz und den Mund;

Dich ruf ich im Tode, dann reich mir die Hand

Und zieh mich nach oben in’s himmlische Land!
Joseph Hermann Mohr 1891

Maria zu lieben, ist allzeit mein Sinn;

In Freuden und Leiden ihr Diener ich bin.

Mein Herz, o Maria, brennt ewig zu dir

In Liebe und Freude, o himmlische Zier.

Maria, du milde, du süße Jungfrau,

Nimm auf meine Liebe, so wie ich vertrau’.

Du bist ja die Mutter; dein Kind will ich sein,

Im Leben und Sterben dir einzig allein.

Gib, daß ich von Herzen dich liebe und preis;

Gib, daß ich viel Zeichen der Liebe erweis’;

gib daß mich nichts scheide, nicht Unglück noch Leid,

Dich lieb’ ich auf ewig, dich lieb’ ich allzeit.

Ach, hätt’ ich der Herzen nur tausendmal mehr!

Dir tausend zu geben, das ist mein Begehr;

Sooft mein Herz klopfet, befehl’ ich es dir;

So vielmal ich atme, verbind’ ich dich mir.

Du Trost der Betrübten, zur Hilf’ sei bereit;

Du Stärke der Schwachen, beschütz mich im Streit;

Wenn wider mich kämpfen Fleisch, Hölle und Welt,

Sei du mir als Zuflucht zur Seite gestellt!

Du Meerstern, ich bitte, dein Licht auch erteil

Verfinsterten Seelen zum ewigen Heil;

Die irren im Glauben, erleucht’ und bekehr

Zur wahren Erkenntnis der christlichen Lehr’!

Verwandte und Freunde mit Leib und mit Seel’

Ich dir, o Maria, auf ewig empfehl’;

Du Mutter der Gnaden, barmherzig und mild,

Sei meine Patronin, mein Schutz und mein Schild!

Gedenke, o Herrin, auch gnädig zu sein

Der leidenden Seelen in Fegfeuers Pein;

Du bist ihre Hoffnung, dir rufen sie zu;

Ach laß sie gelangen zur ewigen Ruh’!

O Mutter, nun segne den ewigen Bund,

Dein Nam’ mir versiegle das Herz und den Mund;

Sei bei mir im Tode, dann reich mir die Hand

und zieh mich nach oben ins himmlische Land!

## Neufassung für dasGotteslob
Im Zuge der Vorbereitung des katholischen Einheitsgesangbuchs Gotteslob schuf Friedrich Dörr 1972 einen komplett neuen Text mit abweichendem Titel Maria, dich lieben ist allzeit mein Sinn, der mit der Vorlage nur noch die Melodie und die erste Textzeile gemein hat. Diese Textfassung stand unter GLalt 594 und wurde unter GL 521 unverändert ins neue Gotteslob von 2013 übernommen.
Der Redaktionsbericht zum Gotteslob konstatiert zu der Liedfassung: „Der weitverbreitete E[inheitslied]-T[ext] war gleichermaßen beliebt wie beanstandet. Um beiden Fakten Rechnung zu tragen, versuchte die SK [= Subkomission] zur bisherigen M[elodie] einen neuen, ebenso frommen und volksnahen T[ext] zu erlangen. […] Inzwischen hat sich das Lied das ehrende Prädikat eines wahrhaft ‚evangelischen‘ Marienliedes erworben.“ Die Rezeption in der Sekundärliteratur spiegelt diese Sichtweise freilich nicht unbedingt wider. Manche Autoren konstatieren „eine enorme emotionale Abflachung“ und ein „theologisch korrektes, emotional aber totes und in der Verbindung mit der gefühlsbetonten Melodie passagenweise fast komisch wirkendes Gebilde, das in dieser Form fast kaum noch gesungen wird“. Und ein anderer Autor stellt etwas nüchterner fest: „Das an erotischer Metaphorik reiche Marienlied geriet in der Neudichtung Dörrs zur christologisch zentrierten Mariologie in gesungener Form: Maria, zuvor begehrenswert und angebetet, ist bibelfest und hausbacken geworden.“

## Melodie
Die Melodie ist im Paderborner Gesangbuch von 1765 überliefert, dort allerdings auf den Liedtext Mein Herz sei zufrieden, der dem protestantischen Kirchenliedbestand entlehnt ist. Der evangelische Hymnologe Johannes Zahn schrieb in einen Brief an Wilhelm Bäumker: „Zu dem obigen Texte [= Mein Herz sei zufrieden] sind mir 8 Melodien bekannt geworden, keine stimmt jedoch mit der im Paderborner Gesangbuch v. J. 1765 überein.“ Melodie und Text gemeinsam erscheinen erstmals 1850 gedruckt bei August Franz von Haxthausen; ob das Lied schon vorher auf diese Melodie gesungen wurde, ist nicht bekannt. Die Geschichte der Melodie reicht aber noch weiter zurück als 1765. Die erste Zeile der Melodie findet sich 1697 im Mainzer Gesangbuch bei dem Lied O Jungfrau Maria, du himmlische Zier.
Die Melodie wurde auch zu anderen Texten gesungen. In etwas überarbeiteter Form bildet sie die Grundlage für das österreichische Weihnachtslied Es wird scho glei dumpa von Anton Reidinger.